# Episodi di Kung Fu: la leggenda continua (prima stagione)
La prima stagione della serie televisiva Kung Fu: la leggenda continua è stata trasmessa in anteprima negli Stati Uniti d'America in syndication tra il 27 gennaio 1993 e il 29 novembre 1993.
| nº | Titolo originale                   | Titolo italiano               | Prima TV USA     | Prima TV Italia |
| -- | ---------------------------------- | ----------------------------- | ---------------- | --------------- |
| 1  | Initiation (Part 1)                | L'Iniziazione (Prima Parte)   | 27 gennaio 1993  |                 |
| 2  | Initiation (Part 2)                | L'Iniziazione (Seconda Parte) | 27 gennaio 1993  |                 |
| 3  | Shadow Assassin                    | L'Ombra assassina             | 3 febbraio 1993  |                 |
| 4  | Sunday at the Hotel with George    | Una domenica infernale        | 8 febbraio 1993  |                 |
| 5  | Sacred Trust                       | L'inganno delle apparenze     | 15 febbraio 1993 |                 |
| 6  | Force of Habit                     | La Forza dell'abitudine       | 22 febbraio 1993 |                 |
| 7  | Pai Gow                            | Gioco mortale                 | 1º marzo 1993    |                 |
| 8  | Challenge                          | Il nuovo allievo              | 15 marzo 1993    |                 |
| 9  | Disciple                           | Il Ritorno di Tan             | 8 marzo 1993     |                 |
| 10 | Rain's Only Friend                 | Stella e la vespa             | 29 marzo 1993    |                 |
| 11 | Secret Place                       | Il Posto segreto              | 5 aprile 1993    |                 |
| 12 | Dragon's Eye                       | Occhio di drago               | 12 aprile 1993   |                 |
| 13 | Blind Eye                          |                               | 3 maggio 1993    |                 |
| 14 | The Lacquered Box                  |                               | 10 maggio 1993   |                 |
| 15 | Illusion                           |                               | 17 maggio 1993   |                 |
| 16 | Straitjacket                       |                               | 24 maggio 1993   |                 |
| 17 | Reunion                            |                               | 25 ottobre 1993  |                 |
| 18 | Dragonswing                        |                               | 1º novembre 1993 |                 |
| 19 | Shaman                             |                               | 8 novembre 1993  |                 |
| 20 | I Never Promised You a Rose Garden |                               | 15 novembre 1993 |                 |
| 21 | Redemption (Part 1)                |                               | 22 novembre 1993 |                 |
| 22 | Redemption (Part 2)                |                               | 29 novembre 1993 |                 |